# Rafael Roncagliolo
Rafael Roncagliolo (ur. 14 listopada 1944 w Limie, zm. 1 maja 2021 tamże) – peruwiański socjolog, dyplomata, polityk. W latach 2011–2013 był ministrem spraw zagranicznych w czasie urzędowania Ollanty Humali. Następnie po swojej rezygnacji z urzędu ministra spraw zagranicznych pełnił funkcję ambasadora w Hiszpanii od 2015 do 2016 roku.

## Życie prywatne
Był ojcem pisarza Santiago Roncagliolo.